# محمد عبد العظيم الزرقاني
محمد عبد العظيم الزرقاني من علماء الأزهر بمصر. من أهالي الجعفرية في محافظة الغربية من مصر. ونسبته إلى زرقان وهي بلدة تابعة لمحافظة المنوفية. ولد في مطلع القرن الرابع عشر الهجري.
تخرج بكلية أصول الدين، وعمل بها مدرسًا لعلوم القرآن والحديث. وتوفي بالقاهرة في عام 1367 هـ = 1948 م.
من كتبه:
- مناهل العرفان في علوم القرآن.
- بحث في الدعوة والإرشاد.